# 磯田光一
磯田 光一（いそだ こういち、1931年（昭和6年）1月18日 - 1987年（昭和62年）2月5日）は、日本の文芸評論家、イギリス文学者。東京工業大学教授などを歴任。没後勲四等旭日小綬章受章。
1964年に三島由紀夫論『殉教の美学』を刊行し文壇に登場。戦後文学の再検討を進め、文学を通した近代論へと批評の幅を広げた。代表作に『永井荷風』、『思想としての東京』、『鹿鳴館の系譜』などがある。

## 来歴・人物
神奈川県横浜市中区伊勢町（現・西区伊勢町）に生まれ、東京都葛飾区亀有育ち。東京府立第十一中学校（現・東京都立江北高等学校）3年の時に敗戦を迎え、1948年に第一高等学校 (旧制)入学。東京大学文学部英文学科に進学し、イギリス・ロマン派を専攻して卒業。1960年（昭和35年）に東京大学大学院人文科学研究科修士課程・英語英文学専門課程修了し、同助手となる。
1960年（昭和35年）、「三島由紀夫論」で第3回群像新人文学賞の次席となり、『群像』10月号に掲載されて文芸評論家としてデビュー。最初の評論集『殉教の美学』以来、三島由紀夫、日本浪曼派や戦後史などに興味を示し、永井荷風などの文学に考察を加えた。中央大学専任講師を経て助教授となったが、1969年（昭和44年）に大学紛争で辞職。のち梅光女学院大学教授、1984年（昭和59年）から東京工業大学教授。
三島文学を近代日本の土着性の中でとらえ直そうとした『殉教の美学』、英文学と高見順や島木健作を対比させて転向の問題を論じた『比較転向論序説』、小林秀雄などを論じた『パトスの神話』、『吉本隆明論』など西欧化と日本の伝統の両面から広く時代背景をとらえた文芸評論を発表し続けた。1970年（昭和45年）、三島の自殺に衝撃を受け、『殉教の美学』を1年間刊行停止し、遺族の意思によらない座談会や雑誌特集に協力しない旨を記した喪中葉書を知友らに配布した。
初期はロマン主義的な裁断批評が目立ったが、芸術選奨文部大臣賞を受賞した1978年（昭和53年）の『思想としての東京』以後、実証的な手法で近代日本をとらえる仕事が増え、昭和文化の歴史的再検討が結実した。1979年には『永井荷風』で第1回サントリー学芸賞、1984年には『鹿鳴館の系譜』（1983年）で読売文学賞を受賞。同年、日本芸術院賞受賞。戦後文学の軌跡についても『戦後史の空間』（1983年）、『左翼がサヨクになるとき』（1986年）などの著作がある。
『萩原朔太郎』をほぼ完成させた後、1987年（昭和62年）2月5日に心筋梗塞により千葉県松戸市の病院で死去。戒名は一念院文林影居士。没後勲四等旭日小綬章受勲。かつて東大英文科で共に助手を務め、東京大学教授だった中野里皓史も約2か月前に亡くなっている。また磯田と同い歳の文芸評論家前田愛（永井荷風などの近代文学を主題に対談をした）も、5か月後の同年夏に急死した。

## 著作
- 『殉教の美学』 冬樹社, 1964。三島由紀夫論、増補版が3度刊
- 『パトスの神話』 徳間書店, 1968
- 『比較転向論序説－ロマン主義の精神形態』 勁草書房, 1968
- 『文学・この仮面的なもの』 勁草書房, 1969
- 『戦後批評家論』 河出書房新社, 1969、新装版1977
- 『正統なき異端』 仮面社, 1969
- 『吉本隆明論』 審美社, 1971
- 『悪意の文学』 読売新聞社, 1972
- 『砂上の饗宴』 新潮社, 1972
- 『邪悪なる精神』 冬樹社, 1973
- 『近代の迷宮』 北洋社, 1975
- 『昭和への鎮魂－現代精神史論集』 読売新聞社, 1976
- 『思想としての東京』 国文社, 1978、講談社文芸文庫,1990
- 『永井荷風』 講談社, 1979、講談社文芸文庫, 1989
- 『イギリス・ロマン派詩人』 河出書房新社, 1979。オンデマンド版2003
- 『鹿鳴館の系譜』 文藝春秋, 1983、講談社文芸文庫, 1991
- 『戦後史の空間』 新潮選書, 1983、新潮社, 1993、新潮文庫, 2000
- 『昭和作家論集成』 新潮社, 1985
- 『左翼がサヨクになるとき－ある時代の精神史』 集英社, 1986
- 『人工庭園の秩序　芸術・思想論集』 小沢書店, 1987、新版1990（小沢コレクション）
- 『近代の感情革命　作家論集』 新潮社, 1987
- 『萩原朔太郎』 講談社, 1987、講談社文芸文庫, 1993
- 『磯田光一著作集』 小沢書店, 1990-1995。以下のみ刊行（全10巻予定、版元倒産により中絶）
  - 1.三島由紀夫全論考、比較転向論序説
  - 2.戦後批評家論、吉本隆明全論考
  - 4.戦後史の空間、左翼がサヨクになるとき、新編昭和への鎮魂
  - 5.思想としての東京、鹿鳴館の系譜
  - 6.永井荷風、作家論1

### 訳書
- E.M.W.ティリヤード『エリザベス時代の世界像』 研究社出版, 1963
  - 『エリザベス朝の世界像』 筑摩叢書, 1992 - 没後に友人玉泉八州男・清水徹郎により改訳

## 編著
- 『新潮日本文学アルバム20　三島由紀夫』新潮社, 1983
- 夏目漱石『漱石文芸論集』岩波文庫, 1986
- 永井荷風『摘録 断腸亭日乗』岩波文庫（上下）, 1987